# Torneo Clausura 2024 (Panamá)
El Torneo Clausura 2024, oficialmente llamado por motivo de patrocinio Liga LPF Tigo Clausura 2024, es la sexagésima primera edición de la máxima división panameña, siendo el final de la temporada 2024. El campeón defensor es el Tauro FC luego de consagrarse campeón del Torneo Apertura logrando su estrella n°17 luego de vencer 0-2 al CD Plaza Amador en la final, en el reinaugurado Estadio Rommel Fernández Gutiérrez. El 19 de julio de 2024 se jugó el partido inaugural del torneo entre el Tauro FC y los Potros del Este en el Estadio Rommel Fernández. El cual culminó con marcador 0-0.

## Novedades
- El Estadio Rommel Fernández Gutiérrez regresó a ser sede luego de su remodelación entre el segundo semestre de 2023 y el primer semestre de 2024.
- El UMECIT FC desde este torneo regresó a su sede original, el corregimiento de Ernesto Córdoba Campos.

## Sistema de competición
El torneo de la Liga Tigo LPF Clausura 2024 está conformado en dos partes:
- Fase de clasificación: Se integra por dos conferencias de seis equipos por 16 jornadas del torneo.
- Fase final: Se integra por los partidos de play-offs, semifinal y final.

### Fase de clasificación
En la fase de clasificación se observará el sistema de puntos. La ubicación en la tabla general está sujeta a lo siguiente:
- Por juego ganado se obtendrán tres puntos.
- Por juego empatado se obtendrá un punto.
- Por juego perdido no se otorgan puntos.

En esta fase participan los 12 clubes de la LPF jugando en dos grupos llamados conferencias durante las 16 jornadas respectivas. 

### Fase final
Los seis clubes mejor ubicados en la tabla de posiciones clasifican a la fase eliminatoria. Los dos primeros tienen derecho a jugar semifinales directamente y a cerrar la serie como local, mientras que los otros cuatro jugarán a partido único un play-off. En caso de un empate en los encuentros, se disputarán tiempos extras; dos tiempos de 15 minutos cada uno. De persistir el resultado, el partido se definirá desde la tanda de los penales.
La primera etapa se desarrolla de la siguiente manera (Play-Offs):
La segunda etapa de la fase final consiste en unas semifinales que se jugarán a partido único. En caso de que la igualdad persista, se procederá a jugar tiempos extras y finalmente penales. Las semifinales se desarrollarán de la siguiente manera:
En la Final del torneo se reubicarán los clubes de acuerdo a su posición en la tabla. Para determinar el conjunto local y visitante en el juego, respectivamente, para este torneo la final será a partido único y se jugará en el Estadio Rommel Fernández Gutiérrez. En caso de que la igualdad persista, se procederá a jugar tiempos extras y finalmente penales.

## Equipos participantes

### Equipos por provincias
| Provincia    | N.º | Equipos                                                                        |
| ------------ | --- | ------------------------------------------------------------------------------ |
| Panamá       | 6   | Alianza FC, CD Plaza Amador, Potros del Este, Sporting SM, Tauro FC, Umecit FC |
| Panamá Oeste | 2   | CA Independiente, San Francisco FC                                             |
| Coclé        | 1   | CD Universitario                                                               |
| Colón        | 1   | Deportivo Árabe Unido                                                          |
| Herrera      | 1   | Herrera FC                                                                     |
| Veraguas     | 1   | Veraguas United FC                                                             |
| Total        | 12  |                                                                                |

### Información de los equipos participantes
| Equipo                 | Entrenador       | Ciudad                         | Estadio                    | Capacidad | Patrocinador                                                              | Kit          |
| ---------------------- | ---------------- | ------------------------------ | -------------------------- | --------- | ------------------------------------------------------------------------- | ------------ |
| Alianza                | Eduameth Nimbley | Panamá, Panamá                 | Rommel Fernández Gutiérrez | 22 500    | 2 patrocinadores ShowTime Clinilab Panamá                                 | Keuka        |
| Árabe Unido            | Francisco Perlo  | Colón, Colón                   | COS Sports Plaza           | 1 100     | 3 patrocinadores Kendall Motor Oil AguAseo TicketMore                     | Kelme        |
| Atlético Independiente | Franklin Narváez | La Chorrera, Panamá Oeste      | Agustín "Muquita" Sánchez  | 3 000     | 2 patrocinadores Altos De La Pradera Gulf                                 | Everlast     |
| Herrera                | Felipe Borowsky  | Chitré, Herrera                | Gustavo Posam              | 300       | Varela Hermanos S.A.                                                      | JerseyBird   |
| Plaza Amador           | Mario Méndez     | Panamá, Panamá                 | COS Sports Plaza           | 1 100     | Sportium                                                                  | Keuka        |
| Potros del Este        | Jhon Cagua       | Panamá, Panamá                 | Javier Cruz García         | 700       | 2 patrocinadoresThomas Jefferson School Uniworld Air Cargo                | FB Sports    |
| San Francisco          | Nilton Bernal    | La Chorrera, Panamá Oeste      | Agustín "Muquita" Sánchez  | 3 000     | Cevaxin                                                                   | FB Sports    |
| Sporting San Miguelito | Jair Palacios    | San Miguelito, Panamá          | Los Andes                  | 1 450     | 2 patrocinadores Sparkle Power S.A. (Local) Agrícola Chispita (Visitante) | Spirits      |
| Tauro                  | Felipe Baloy     | Panamá, Panamá                 | Rommel Fernández Gutiérrez | 22 500    | 3 patrocinadores Terpel Aceti-Oxígeno,S.A Pinky Aceite Vegetal            | Patrick      |
| Universitario          | Ángel Sánchez    | Penonomé, Coclé                | Universidad Latina         | 3 500     | 3 patrocinadores Universidad Latina The Oxford School Banco LAFISE        | Sheffy       |
| Umecit                 | Miguel Corral    | Ernesto Córdoba Campos, Panamá | Javier Cruz García         | 700       | UMECIT                                                                    | Bandera de ? |
| Veraguas United        | Gonzalo Soto     | Santiago, Veraguas             | Rafael Rodríguez           | 500       | 2 patrocinadores Super Carnes La Parmigiana                               | Bandera de ? |

Datos actualizados al 11 de octubre de 2024.
- Nota: (*)  Los equipos utilizaron dichos estadios sólo por este torneo.

### Cambios de entrenadores
| Equipo             | Entrenador saliente     | Fecha de salida         | Jornada dirigida | Tipo de despido    | Reemplazado por         | Fecha de llegada        |
| ------------------ | ----------------------- | ----------------------- | ---------------- | ------------------ | ----------------------- | ----------------------- |
| CD Universitario   | José Torres (interino)  | 2 de mayo de 2024       | (14-16)          | Fin de interinidad | Ángel Sánchez           | 10 de mayo de 2024      |
| Herrera FC         | Ausberto Valencia       | 20 de junio de 2024     | Pretemporada     | Mutuo Acuerdo      | Ever Demaldé            | 21 de junio de 2024     |
| Herrera FC         | Ever Demaldé            | 10 de octubre de 2024   | (1-12)           | Mutuo Acuerdo      | Felipe Borowsky         | 11 de octubre de 2024   |
| Veraguas United FC | Marcos Pimentel         | 30 de junio de 2024     | Pretemporada     | Fin de Contrato    | Gonzalo Soto            | 1 de julio de 2024      |
| San Francisco FC   | Gary Stempel            | 26 de agosto de 2024    | (1-6)            | Mutuo Acuerdo      | David Acosta (Interino) | 27 de agosto de 2024    |
| San Francisco FC   | David Acosta (Interino) | 3 de septiembre de 2024 | (7)              | Fin de interinidad | Nilton Bernal           | 3 de septiembre de 2024 |

## Fase de Clasificación

### Conferencia Este
| Pos. | Equipo             | Pts. | PJ | G | E | P | GF | GC | Dif. | Notas                                  |
| ---- | ------------------ | ---- | -- | - | - | - | -- | -- | ---- | -------------------------------------- |
| 1    | C. D. Plaza Amador | 30   | 16 | 8 | 6 | 2 | 18 | 13 | +5   | Acceso directo a las semifinales.      |
| 2    | Sporting S. M.     | 29   | 16 | 8 | 5 | 3 | 16 | 9  | +7   | Acceso a los play-offs de semifinales. |
| 3    | C. D. Árabe Unido  | 27   | 16 | 7 | 6 | 3 | 19 | 10 | +9   | Acceso a los play-offs de semifinales. |
| 4    | Tauro F. C.        | 24   | 16 | 6 | 6 | 4 | 18 | 15 | +3   |                                        |
| 5    | Alianza F. C.      | 21   | 16 | 6 | 3 | 7 | 15 | 18 | −3   |                                        |
| 6    | C. D. del Este     | 16   | 16 | 3 | 7 | 6 | 14 | 23 | −9   | Último lugar.                          |

Actualizado a los partidos jugados el 1 de noviembre de 2024.
 Fuente: LPF, Soccerway.

### Conferencia Oeste
| Pos. | Equipo                | Pts. | PJ | G | E | P  | GF | GC | Dif. | Notas                                  |
| ---- | --------------------- | ---- | -- | - | - | -- | -- | -- | ---- | -------------------------------------- |
| 1    | C. A. Independiente   | 31   | 16 | 9 | 4 | 3  | 22 | 15 | +7   | Acceso directo a las semifinales.      |
| 2    | C. D. Universitario   | 23   | 16 | 7 | 2 | 7  | 18 | 18 | 0    | Acceso a los play-offs de semifinales. |
| 3    | Veraguas United F. C. | 20   | 16 | 5 | 5 | 6  | 18 | 19 | −1   | Acceso a los play-offs de semifinales. |
| 4    | Umecit F. C.          | 19   | 16 | 5 | 4 | 7  | 12 | 13 | −1   |                                        |
| 5    | San Francisco F. C.   | 11   | 16 | 2 | 5 | 9  | 13 | 21 | −8   |                                        |
| 6    | Herrera F. C.         | 8    | 16 | 1 | 5 | 10 | 12 | 21 | −9   | Último lugar.                          |

Actualizado a los partidos jugados el 1 de noviembre de 2024.
 Fuente: LPF, Soccerway.

### Evolución de la clasificación
Conferencia Este 
| Jornadas           | 01 | 02 | 03 | 04 | 05 | 06 | 07 | 08 | 09 | 10 | 11 | 12 | 13 | 14 | 15 | 16 |
| Equipos            |    |    |    |    |    |    |    |    |    |    |    |    |    |    |    |    |
| ------------------ | -- | -- | -- | -- | -- | -- | -- | -- | -- | -- | -- | -- | -- | -- | -- | -- |
| C. D. Árabe Unido  | 2  | 1  | 2  | 1  | 2  | 2  | 1  | 1  | 2  | 2  | 2  | 2  | 1  | 2  | 2  | 3  |
| C. D. Plaza Amador | 5  | 4  | 3  | 3  | 1  | 1  | 2  | 2  | 1  | 1  | 1  | 1  | 2  | 1  | 1  | 1  |
| Sporting S. M.     | 1  | 2  | 1  | 2  | 3  | 4  | 4  | 4  | 3  | 3  | 3  | 3  | 3  | 3  | 3  | 2  |
| Alianza F. C.      | 6  | 6  | 5  | 5  | 4  | 3  | 3  | 3  | 4  | 4  | 4  | 4  | 4  | 4  | 5  | 5  |
| Tauro F. C.        | 4  | 5  | 6  | 6  | 5  | 6  | 5  | 5  | 5  | 5  | 5  | 5  | 5  | 5  | 4  | 4  |
| C. D. del Este     | 3  | 3  | 4  | 4  | 6  | 5  | 6  | 6  | 6  | 6  | 6  | 6  | 6  | 6  | 6  | 6  |

 Conferencia Oeste 
| Jornadas            | 01 | 02 | 03 | 04 | 05 | 06 | 07 | 08 | 09 | 10 | 11 | 12 | 13 | 14 | 15 | 16 |
| Equipos             |    |    |    |    |    |    |    |    |    |    |    |    |    |    |    |    |
| ------------------- | -- | -- | -- | -- | -- | -- | -- | -- | -- | -- | -- | -- | -- | -- | -- | -- |
| C. A. Independiente | 3  | 2  | 2  | 1  | 1  | 1  | 1  | 1  | 1  | 1  | 1  | 1  | 1  | 1  | 1  | 1  |
| C. D. Universitario | 2  | 1  | 1  | 2  | 2  | 2  | 2  | 2  | 2  | 2  | 3  | 2  | 2  | 2  | 2  | 2  |
| Veraguas United     | 4  | 4  | 3  | 3  | 3  | 3  | 4  | 4  | 4  | 4  | 4  | 4  | 3  | 3  | 3  | 3  |
| Umecit F. C.        | 6  | 6  | 6  | 6  | 4  | 4  | 3  | 3  | 3  | 3  | 2  | 3  | 4  | 4  | 4  | 4  |
| San Francisco F. C. | 1  | 3  | 4  | 4  | 5  | 5  | 5  | 5  | 5  | 5  | 5  | 5  | 5  | 5  | 5  | 5  |
| Herrera F. C.       | 5  | 5  | 5  | 5  | 6  | 6  | 6  | 6  | 6  | 6  | 6  | 6  | 6  | 6  | 6  | 6  |

### Tabla de posiciones
| Pos. | Equipo                | Pts. | PJ | G | E | P  | GF | GC | Dif. | Notas            |
| ---- | --------------------- | ---- | -- | - | - | -- | -- | -- | ---- | ---------------- |
| 1    | C. A. Independiente   | 31   | 16 | 9 | 4 | 3  | 22 | 15 | +7   | Líder del torneo |
| 2    | C. D. Plaza Amador    | 30   | 16 | 8 | 6 | 2  | 18 | 13 | +5   |                  |
| 3    | Sporting S. M.        | 29   | 16 | 8 | 5 | 3  | 16 | 9  | +7   |                  |
| 4    | Deportivo Árabe Unido | 27   | 16 | 7 | 6 | 3  | 19 | 10 | +9   |                  |
| 5    | Tauro F. C.           | 24   | 16 | 6 | 6 | 4  | 18 | 15 | +3   |                  |
| 6    | C. D. Universitario   | 23   | 16 | 7 | 2 | 7  | 18 | 18 | 0    |                  |
| 7    | Alianza F. C.         | 21   | 16 | 6 | 3 | 7  | 15 | 18 | −3   |                  |
| 8    | Veraguas United F. C. | 20   | 16 | 5 | 5 | 6  | 18 | 19 | −1   |                  |
| 9    | Umecit F. C.          | 19   | 16 | 5 | 4 | 7  | 12 | 13 | −1   |                  |
| 10   | Potros del Este       | 16   | 16 | 3 | 7 | 6  | 14 | 23 | −9   |                  |
| 11   | San Francisco F. C.   | 11   | 16 | 2 | 5 | 9  | 13 | 21 | −8   |                  |
| 12   | Herrera F. C.         | 8    | 16 | 1 | 5 | 10 | 12 | 21 | −9   | Último lugar.    |

Actualizado a los partidos jugados el 1 de noviembre de 2024.
 Fuente: Liga Panameña de Fútbol.
Notas:
1. ↑  Líder de la Conferencia Oeste y Finalista del Torneo Clausura 2024.
2. ↑  Líder de la Conferencia Este y Finalista del Torneo Clausura 2024.

## Resultados

### Jornadas
- Los horarios son correspondientes al tiempo de Ciudad de Panamá (UTC-5)
- Puedes mirar el calendario completo aquí

| Jornada 1          | Jornada 1 | Jornada 1          | Jornada 1               | Jornada 1   | Jornada 1 | Jornada 1 | Jornada 1 | Jornada 1 | Jornada 1 |
| ------------------ | --------- | ------------------ | ----------------------- | ----------- | --------- | --------- | --------- | --------- | --------- |
| Conferencia Este   |           |                    |                         |             |           |           |           |           |           |
| Local              | Resultado | Visitante          | Estadio                 | Fecha       | Hora      | TV        |           |           |           |
| Tauro FC           | 0 - 0     | Potros del Este    | Rommel Fernández        | 19 de julio | 20:30     |           |           |           |           |
| CD Plaza Amador    | 0 - 2     | CD Árabe Unido     | COS Sports Plaza        | 20 de julio | 20:15     |           |           |           |           |
| Sporting SM        | 3 - 0     | Alianza FC         | Los Andes               | 21 de julio | 18:15     |           |           |           |           |
| Conferencia Oeste  |           |                    |                         |             |           |           |           |           |           |
| Local              | Resultado | Visitante          | Estadio                 | Fecha       | Hora      | TV        |           |           |           |
| CD Universitario   | 3 - 2     | Veraguas United FC | Universidad Latina      | 20 de julio | 18:00     |           |           |           |           |
| UMECIT FC          | 0 - 2     | San Francisco FC   | Javier Cruz             | 21 de julio | 16:00     |           |           |           |           |
| CA Independiente   | 1 - 0     | Herrera FC         | Agustín Muquita Sánchez | 22 de julio | 20:30     |           |           |           |           |
| Total de goles: 13 |           |                    |                         |             |           |           |           |           |           |

| Jornada 2          | Jornada 2 | Jornada 2        | Jornada 2               | Jornada 2   | Jornada 2 | Jornada 2 | Jornada 2 | Jornada 2 | Jornada 2 |
| ------------------ | --------- | ---------------- | ----------------------- | ----------- | --------- | --------- | --------- | --------- | --------- |
| Conferencia Este   |           |                  |                         |             |           |           |           |           |           |
| Local              | Resultado | Visitante        | Estadio                 | Fecha       | Hora      | TV        |           |           |           |
| CD Árabe Unido     | 3 - 1     | Tauro FC         | COS Sports Plaza        | 27 de julio | 20:15     |           |           |           |           |
| Potros del Este    | 1 - 1     | Sporting SM      | Javier Cruz García      | 28 de julio | 16:00     |           |           |           |           |
| Alianza FC         | 2 - 2     | CD Plaza Amador  | Rommel Fernández        | 28 de julio | 18:15     |           |           |           |           |
| Conferencia Oeste  |           |                  |                         |             |           |           |           |           |           |
| Local              | Resultado | Visitante        | Estadio                 | Fecha       | Hora      | TV        |           |           |           |
| San Francisco FC   | 1 - 2     | CA Independiente | Agustín Muquita Sánchez | 26 de julio | 20:30     |           |           |           |           |
| UMECIT FC          | 0 - 1     | CD Universitario | Los Andes               | 27 de julio | 18:00     |           |           |           |           |
| Veraguas United FC | 0 - 0     | Herrera FC       | Atalaya                 | 29 de julio | 20:30     |           |           |           |           |
| Total de goles: 14 |           |                  |                         |             |           |           |           |           |           |

| Jornada 3          | Jornada 3 | Jornada 3          | Jornada 3               | Jornada 3   | Jornada 3 | Jornada 3 | Jornada 3 | Jornada 3 | Jornada 3 |
| ------------------ | --------- | ------------------ | ----------------------- | ----------- | --------- | --------- | --------- | --------- | --------- |
| Conferencia Este   |           |                    |                         |             |           |           |           |           |           |
| Local              | Resultado | Visitante          | Estadio                 | Fecha       | Hora      | TV        |           |           |           |
| CD Plaza Amador    | 1 - 0     | Tauro FC           | COS Sports Plaza        | 3 de agosto | 20:15     |           |           |           |           |
| Alianza FC         | 0 - 0     | Potros del Este    | Javier Cruz             | 4 de agosto | 16:00     |           |           |           |           |
| Sporting SM        | 1 - 0     | CD Árabe Unido     | Los Andes               | 5 de agosto | 20:30     |           |           |           |           |
| Conferencia Oeste  |           |                    |                         |             |           |           |           |           |           |
| Local              | Resultado | Visitante          | Estadio                 | Fecha       | Hora      | TV        |           |           |           |
| San Francisco FC   | 1 - 2     | Veraguas United FC | Agustín Muquita Sánchez | 2 de agosto | 20:30     |           |           |           |           |
| CD Universitario   | 4 - 2     | Herrera FC         | Universidad Latina      | 3 de agosto | 18:00     |           |           |           |           |
| UMECIT FC          | 0 - 0     | CA Independiente   | Los Andes               | 4 de agosto | 18:15     |           |           |           |           |
| Total de goles: 11 |           |                    |                         |             |           |           |           |           |           |

| Jornada 4          | Jornada 4 | Jornada 4        | Jornada 4        | Jornada 4    | Jornada 4 | Jornada 4 | Jornada 4 | Jornada 4 | Jornada 4 |
| ------------------ | --------- | ---------------- | ---------------- | ------------ | --------- | --------- | --------- | --------- | --------- |
| Conferencia Este   |           |                  |                  |              |           |           |           |           |           |
| Local              | Resultado | Visitante        | Estadio          | Fecha        | Hora      | TV        |           |           |           |
| Tauro FC           | 0 - 0     | Alianza FC       | Rommel Fernández | 9 de agosto  | 20:30     |           |           |           |           |
| CD Plaza Amador    | 1 - 0     | Sporting SM      | COS Sports Plaza | 10 de agosto | 20:15     |           |           |           |           |
| Potros del Este    | 0 - 2     | CD Árabe Unido   | Los Andes        | 11 de agosto | 18:15     |           |           |           |           |
| Conferencia Oeste  |           |                  |                  |              |           |           |           |           |           |
| Local              | Resultado | Visitante        | Estadio          | Fecha        | Hora      | TV        |           |           |           |
| CA Independiente   | 1 - 0     | CD Universitario | Rommel Fernández | 10 de agosto | 18:00     |           |           |           |           |
| Herrera FC         | 3 - 3     | San Francisco FC | Gustavo Posam    | 11 de agosto | 16:00     |           |           |           |           |
| Veraguas United FC | 0 - 0     | UMECIT FC        | Atalaya          | 12 de agosto | 20:30     |           |           |           |           |
| Total de goles: 10 |           |                  |                  |              |           |           |           |           |           |

| Jornada 5          | Jornada 5 | Jornada 5        | Jornada 5               | Jornada 5    | Jornada 5 | Jornada 5 | Jornada 5 | Jornada 5 | Jornada 5 |
| ------------------ | --------- | ---------------- | ----------------------- | ------------ | --------- | --------- | --------- | --------- | --------- |
| Conferencia Este   |           |                  |                         |              |           |           |           |           |           |
| Local              | Resultado | Visitante        | Estadio                 | Fecha        | Hora      | TV        |           |           |           |
| Alianza FC         | 1 - 0     | CD Árabe Unido   | Los Andes               | 16 de agosto | 20:30     |           |           |           |           |
| CD Plaza Amador    | 1 - 0     | Potros del Este  | COS Sports Plaza        | 17 de agosto | 20:15     |           |           |           |           |
| Sporting SM        | 1 - 2     | Tauro FC         | Los Andes               | 18 de agosto | 18:15     |           |           |           |           |
| Conferencia Oeste  |           |                  |                         |              |           |           |           |           |           |
| Local              | Resultado | Visitante        | Estadio                 | Fecha        | Hora      | TV        |           |           |           |
| Veraguas United FC | 0 - 2     | CA Independiente | Atalaya                 | 17 de agosto | 18:00     |           |           |           |           |
| UMECIT FC          | 1 - 0     | Herrera FC       | Javier Cruz             | 18 de agosto | 16:00     |           |           |           |           |
| San Francisco FC   | 1 - 2     | CD Universitario | Agustín Muquita Sánchez | 19 de agosto | 20:30     |           |           |           |           |
| Total de goles: 11 |           |                  |                         |              |           |           |           |           |           |

| Jornada 6          | Jornada 6 | Jornada 6        | Jornada 6               | Jornada 6    | Jornada 6 | Jornada 6 | Jornada 6 | Jornada 6 | Jornada 6 |
| ------------------ | --------- | ---------------- | ----------------------- | ------------ | --------- | --------- | --------- | --------- | --------- |
| Interconferencias  |           |                  |                         |              |           |           |           |           |           |
| Local              | Resultado | Visitante        | Estadio                 | Fecha        | Hora      | TV        |           |           |           |
| Alianza FC         | 1 - 0     | Herrera FC       | Los Andes               | 23 de agosto | 20:30     |           |           |           |           |
| Sporting SM        | 1 - 1     | UMECIT FC        | Los Andes               | 24 de agosto | 18:00     |           |           |           |           |
| CD Plaza Amador    | 2 - 2     | CA Independiente | COS Sports Plaza        | 24 de agosto | 20:15     |           |           |           |           |
| San Francisco FC   | 0 - 0     | CD Árabe Unido   | Agustín Muquita Sánchez | 25 de agosto | 16:00     |           |           |           |           |
| Veraguas United FC | 2 - 1     | Tauro FC         | Atalaya                 | 25 de agosto | 18:15     |           |           |           |           |
| Potros del Este    | 1 - 0     | CD Universitario | COS Sports Plaza        | 26 de agosto | 20:30     |           |           |           |           |
| Total de goles: 11 |           |                  |                         |              |           |           |           |           |           |

| Jornada 7          | Jornada 7 | Jornada 7          | Jornada 7               | Jornada 7       | Jornada 7 | Jornada 7 | Jornada 7 | Jornada 7 | Jornada 7 |
| ------------------ | --------- | ------------------ | ----------------------- | --------------- | --------- | --------- | --------- | --------- | --------- |
| Interconferencias  |           |                    |                         |                 |           |           |           |           |           |
| Local              | Resultado | Visitante          | Estadio                 | Fecha           | Hora      | TV        |           |           |           |
| CD Universitario   | 1 - 2     | Alianza FC         | Universidad Latina      | 30 de agosto    | 20:30     |           |           |           |           |
| Herrera FC         | 1 - 1     | CD Plaza Amador    | Gustavo Posam           | 31 de agosto    | 16:00     |           |           |           |           |
| CD Árabe Unido     | 4 - 1     | Veraguas United FC | COS Sports Plaza        | 31 de agosto    | 20:15     |           |           |           |           |
| UMECIT FC          | 2 - 0     | Potros del Este    | Javier Cruz             | 1 de septiembre | 16:00     |           |           |           |           |
| Tauro FC           | 1 - 1     | San Francisco FC   | Los Andes               | 1 de septiembre | 18:15     |           |           |           |           |
| CA Independiente   | 0 - 0     | Sporting SM        | Agustín Muquita Sánchez | 2 de septiembre | 20:30     |           |           |           |           |
| Total de goles: 14 |           |                    |                         |                 |           |           |           |           |           |

| Jornada 8          | Jornada 8 | Jornada 8        | Jornada 8               | Jornada 8       | Jornada 8 | Jornada 8 | Jornada 8 | Jornada 8 | Jornada 8 |
| ------------------ | --------- | ---------------- | ----------------------- | --------------- | --------- | --------- | --------- | --------- | --------- |
| Interconferencias  |           |                  |                         |                 |           |           |           |           |           |
| Local              | Resultado | Visitante        | Estadio                 | Fecha           | Hora      | TV        |           |           |           |
| San Francisco FC   | 0 - 1     | Sporting SM      | Agustín Muquita Sánchez | 6 de septiembre | 20:30     |           |           |           |           |
| Veraguas United FC | 0 - 1     | CD Plaza Amador  | Atalaya                 | 7 de septiembre | 18:00     |           |           |           |           |
| CD Árabe Unido     | 1 - 0     | UMECIT FC        | COS Sports Plaza        | 7 de septiembre | 20:15     |           |           |           |           |
| Potros del Este    | 2 - 2     | Herrera FC       | Javier Cruz             | 8 de septiembre | 16:00     |           |           |           |           |
| Alianza FC         | 1 - 0     | CA Independiente | Los Andes               | 8 de septiembre | 18:15     |           |           |           |           |
| Tauro FC           | 4 - 1     | CD Universitario | Rommel Fernández        | 9 de septiembre | 20:30     |           |           |           |           |
| Total de goles: 13 |           |                  |                         |                 |           |           |           |           |           |

| Jornada 9          | Jornada 9 | Jornada 9          | Jornada 9          | Jornada 9        | Jornada 9 | Jornada 9 | Jornada 9 | Jornada 9 | Jornada 9 |
| ------------------ | --------- | ------------------ | ------------------ | ---------------- | --------- | --------- | --------- | --------- | --------- |
| Interconferencias  |           |                    |                    |                  |           |           |           |           |           |
| Local              | Resultado | Visitante          | Estadio            | Fecha            | Hora      | TV        |           |           |           |
| Herrera FC         | 0 - 1     | Tauro FC           | Atalaya            | 13 de septiembre | 20:30     |           |           |           |           |
| CD Universitario   | 0 - 0     | CD Árabe Unido     | Universidad Latina | 14 de septiembre | 16:00     |           |           |           |           |
| CD Plaza Amador    | 1 - 0     | San Francisco FC   | COS Sports Plaza   | 14 de septiembre | 20:15     |           |           |           |           |
| UMECIT FC          | 3 - 1     | Alianza FC         | Javier Cruz        | 15 de septiembre | 16:00     |           |           |           |           |
| Sporting SM        | 2 - 1     | Veraguas United FC | Los Andes          | 15 de septiembre | 18:15     |           |           |           |           |
| Potros del Este    | 1 - 4     | CA Independiente   | COS Sports Plaza   | 16 de septiembre | 20:30     |           |           |           |           |
| Total de goles: 14 |           |                    |                    |                  |           |           |           |           |           |

| Jornada 10         | Jornada 10 | Jornada 10       | Jornada 10              | Jornada 10       | Jornada 10 | Jornada 10 | Jornada 10 | Jornada 10 | Jornada 10 |
| ------------------ | ---------- | ---------------- | ----------------------- | ---------------- | ---------- | ---------- | ---------- | ---------- | ---------- |
| Interconferencias  |            |                  |                         |                  |            |            |            |            |            |
| Local              | Resultado  | Visitante        | Estadio                 | Fecha            | Hora       | TV         |            |            |            |
| Alianza FC         | 3 - 1      | San Francisco FC | Rommel Fernández        | 20 de septiembre | 20:30      |            |            |            |            |
| UMECIT FC          | 0 - 1      | CD Plaza Amador  | Los Andes               | 21 de septiembre | 16:00      |            |            |            |            |
| CD Universitario   | 0 - 2      | Sporting SM      | Universidad Latina      | 21 de septiembre | 18:00      |            |            |            |            |
| CD Árabe Unido     | 2 - 1      | Herrera FC       | COS Sports Plaza        | 21 de septiembre | 20:15      |            |            |            |            |
| Veraguas United FC | 4 - 0      | Potros del Este  | Atalaya                 | 22 de septiembre | 19:00      |            |            |            |            |
| CA Independiente   | 2 - 0      | Tauro FC         | Agustín Muquita Sánchez | 23 de septiembre | 20:30      |            |            |            |            |
| Total de goles: 16 |            |                  |                         |                  |            |            |            |            |            |

| Jornada 11         | Jornada 11 | Jornada 11       | Jornada 11              | Jornada 11       | Jornada 11 | Jornada 11 | Jornada 11 | Jornada 11 | Jornada 11 |
| ------------------ | ---------- | ---------------- | ----------------------- | ---------------- | ---------- | ---------- | ---------- | ---------- | ---------- |
| Interconferencias  |            |                  |                         |                  |            |            |            |            |            |
| Local              | Resultado  | Visitante        | Estadio                 | Fecha            | Hora       | TV         |            |            |            |
| San Francisco FC   | 1 - 1      | Potros del Este  | Agustín Muquita Sánchez | 27 de septiembre | 20:30      |            |            |            |            |
| Veraguas United FC | 0 - 2      | Alianza FC       | Atalaya                 | 28 de septiembre | 18:00      |            |            |            |            |
| CD Plaza Amador    | 2 - 1      | CD Universitario | COS Sports Plaza        | 28 de septiembre | 20:15      |            |            |            |            |
| Tauro FC           | 1 - 1      | UMECIT FC        | Rommel Fernández        | 29 de septiembre | 16:00      |            |            |            |            |
| Sporting SM        | 1 - 0      | Herrera FC       | Los Andes               | 29 de septiembre | 18:15      |            |            |            |            |
| CA Independiente   | 1 - 1      | CD Árabe Unido   | Agustín Muquita Sánchez | 30 de septiembre | 20:30      |            |            |            |            |
| Total de goles: 12 |            |                  |                         |                  |            |            |            |            |            |

| Jornada 12         | Jornada 12 | Jornada 12       | Jornada 12              | Jornada 12   | Jornada 12 | Jornada 12 | Jornada 12 | Jornada 12 | Jornada 12 |
| ------------------ | ---------- | ---------------- | ----------------------- | ------------ | ---------- | ---------- | ---------- | ---------- | ---------- |
| Conferencia Este   |            |                  |                         |              |            |            |            |            |            |
| Local              | Resultado  | Visitante        | Estadio                 | Fecha        | Hora       | TV         |            |            |            |
| Tauro FC           | 1 - 1      | CD Plaza Amador  | Rommel Fernández        | 4 de octubre | 20:30      |            |            |            |            |
| CD Árabe Unido     | 0 - 0      | Sporting SM      | COS Sports Plaza        | 5 de octubre | 20:15      |            |            |            |            |
| Potros del Este    | 2 - 0      | Alianza FC       | Los Andes               | 6 de octubre | 18:15      |            |            |            |            |
| Conferencia Oeste  |            |                  |                         |              |            |            |            |            |            |
| Local              | Resultado  | Visitante        | Estadio                 | Fecha        | Hora       | TV         |            |            |            |
| Veraguas United FC | 1 - 1      | San Francisco FC | Atalaya                 | 5 de octubre | 18:00      |            |            |            |            |
| Herrera FC         | 0 - 1      | CD Universitario | Parita                  | 6 de julio   | 16:00      |            |            |            |            |
| CA Independiente   | 2 - 1      | UMECIT FC        | Agustín Muquita Sánchez | 7 de octubre | 20:30      |            |            |            |            |
| Total de goles: 10 |            |                  |                         |              |            |            |            |            |            |

| Jornada 13         | Jornada 13 | Jornada 13         | Jornada 13              | Jornada 13    | Jornada 13 | Jornada 13 | Jornada 13 | Jornada 13 | Jornada 13 |
| ------------------ | ---------- | ------------------ | ----------------------- | ------------- | ---------- | ---------- | ---------- | ---------- | ---------- |
| Conferencia Este   |            |                    |                         |               |            |            |            |            |            |
| Local              | Resultado  | Visitante          | Estadio                 | Fecha         | Hora       | TV         |            |            |            |
| Tauro FC           | 2 - 0      | Sporting SM        | Rommel Fernández        | 11 de octubre | 20:30      |            |            |            |            |
| CD Árabe Unido     | 2 - 1      | Alianza FC         | COS Sports Plaza        | 12 de octubre | 20:15      |            |            |            |            |
| Potros del Este    | 3 - 2      | CD Plaza Amador    | Los Andes               | 13 de octubre | 18:15      |            |            |            |            |
| Conferencia Oeste  |            |                    |                         |               |            |            |            |            |            |
| Local              | Resultado  | Visitante          | Estadio                 | Fecha         | Hora       | TV         |            |            |            |
| CD Universitario   | 1 - 0      | San Francisco FC   | Universidad Latina      | 12 de octubre | 18:00      |            |            |            |            |
| Herrera FC         | 2 - 0      | UMECIT FC          | Parita                  | 13 de octubre | 16:00      |            |            |            |            |
| CA Independiente   | 2 - 4      | Veraguas United FC | Agustín Muquita Sánchez | 14 de octubre | 20:30      |            |            |            |            |
| Total de goles: 19 |            |                    |                         |               |            |            |            |            |            |

| Jornada 14         | Jornada 14 | Jornada 14         | Jornada 14              | Jornada 14    | Jornada 14 | Jornada 14 | Jornada 14 | Jornada 14 | Jornada 14 |
| ------------------ | ---------- | ------------------ | ----------------------- | ------------- | ---------- | ---------- | ---------- | ---------- | ---------- |
| Conferencia Este   |            |                    |                         |               |            |            |            |            |            |
| Local              | Resultado  | Visitante          | Estadio                 | Fecha         | Hora       | TV         |            |            |            |
| CD Plaza Amador    | 2 - 1      | Alianza FC         | COS Sports Plaza        | 19 de octubre | 20:30      |            |            |            |            |
| Sporting SM        | 2 - 1      | Potros del Este    | Los Andes               | 20 de octubre | 18:15      |            |            |            |            |
| Tauro FC           | 2 - 1      | CD Árabe Unido     | Rommel Fernández        | 21 de octubre | 20:30      |            |            |            |            |
| Conferencia Oeste  |            |                    |                         |               |            |            |            |            |            |
| Local              | Resultado  | Visitante          | Estadio                 | Fecha         | Hora       | TV         |            |            |            |
| CA Independiente   | 1 - 0      | San Francisco FC   | Agustín Muquita Sánchez | 18 de octubre | 20:30      |            |            |            |            |
| CD Universitario   | 0 - 1      | UMECIT FC          | Universidad Latina      | 19 de octubre | 18:00      |            |            |            |            |
| Herrera FC         | 0 - 0      | Veraguas United FC | Gustavo Posam           | 20 de octubre | 16:00      |            |            |            |            |
| Total de goles: 11 |            |                    |                         |               |            |            |            |            |            |

| Jornada 15        | Jornada 15 | Jornada 15         | Jornada 15              | Jornada 15    | Jornada 15 | Jornada 15 | Jornada 15 | Jornada 15 | Jornada 15 |
| ----------------- | ---------- | ------------------ | ----------------------- | ------------- | ---------- | ---------- | ---------- | ---------- | ---------- |
| Conferencia Este  |            |                    |                         |               |            |            |            |            |            |
| Local             | Resultado  | Visitante          | Estadio                 | Fecha         | Hora       | TV         |            |            |            |
| CD Árabe Unido    | 1 - 1      | Potros del Este    | COS Sports Plaza        | 26 de octubre | 20:30      | +          |            |            |            |
| Alianza FC        | 0 - 1      | Tauro FC           | Rommel Fernández        | 26 de octubre | 20:30      |            |            |            |            |
| Sporting SM       | 0 - 0      | CD Plaza Amador    | Los Andes               | 26 de octubre | 20:30      |            |            |            |            |
| Conferencia Oeste |            |                    |                         |               |            |            |            |            |            |
| Local             | Resultado  | Visitante          | Estadio                 | Fecha         | Hora       | TV         |            |            |            |
| San Francisco FC  | 1 - 0      | Herrera FC         | Agustín Muquita Sánchez | 26 de octubre | 16:00      | +          |            |            |            |
| CD Universitario  | 3 - 0      | CA Independiente   | Universidad Latina      | 26 de octubre | 16:00      |            |            |            |            |
| UMECIT FC         | 0 - 1      | Veraguas United FC | Javier Cruz             | 26 de octubre | 16:00      |            |            |            |            |
| Total de goles: 8 |            |                    |                         |               |            |            |            |            |            |

| Jornada 16         | Jornada 16 | Jornada 16       | Jornada 16              | Jornada 16     | Jornada 16 | Jornada 16 | Jornada 16 | Jornada 16 | Jornada 16 |
| ------------------ | ---------- | ---------------- | ----------------------- | -------------- | ---------- | ---------- | ---------- | ---------- | ---------- |
| Conferencia Este   |            |                  |                         |                |            |            |            |            |            |
| Local              | Resultado  | Visitante        | Estadio                 | Fecha          | Hora       | TV         |            |            |            |
| Potros del Este    | 1 - 1      | Tauro FC         | Los Andes               | 1 de noviembre | 20:30      |            |            |            |            |
| CD Árabe Unido     | 0 - 0      | CD Plaza Amador  | COS Sports Plaza        | 1 de noviembre | 20:30      |            |            |            |            |
| Alianza FC         | 0 - 1      | Sporting SM      | Rommel Fernández        | 1 de noviembre | 20:30      | +          |            |            |            |
| Conferencia Oeste  |            |                  |                         |                |            |            |            |            |            |
| Local              | Resultado  | Visitante        | Estadio                 | Fecha          | Hora       | TV         |            |            |            |
| San Francisco FC   | 0 - 2      | UMECIT FC        | Agustín Muquita Sánchez | 1 de noviembre | 16:00      |            |            |            |            |
| Veraguas United FC | 0 - 0      | CD Universitario | Atalaya                 | 1 de noviembre | 16:00      |            |            |            |            |
| Herrera FC         | 1 - 2      | CA Independiente | Gustavo Posam           | 1 de noviembre | 16:00      | +          |            |            |            |
| Total de goles: 8  |            |                  |                         |                |            |            |            |            |            |

## Fase Final
|  | Play-Offs 8 y 9 de noviembre | Play-Offs 8 y 9 de noviembre | Play-Offs 8 y 9 de noviembre |                       |   | Semifinales 16 y 17 de noviembre (Ida) 23 de noviembre (Vuelta) | Semifinales 16 y 17 de noviembre (Ida) 23 de noviembre (Vuelta) | Semifinales 16 y 17 de noviembre (Ida) 23 de noviembre (Vuelta) | Semifinales 16 y 17 de noviembre (Ida) 23 de noviembre (Vuelta) | Semifinales 16 y 17 de noviembre (Ida) 23 de noviembre (Vuelta) |  |       | Final Clausura 30 de noviembre | Final Clausura 30 de noviembre | Final Clausura 30 de noviembre |  |
|  |                              |                              |                              |                       |   |                                                                 |                                                                 |                                                                 |                                                                 |                                                                 |  |       |                                |                                |                                |  |
|  |                              |                              |                              |                       |   |                                                                 |                                                                 |                                                                 |                                                                 |                                                                 |  |       |                                |                                |                                |  |
|  |                              |                              |                              |                       |   |                                                                 |                                                                 |                                                                 |                                                                 |                                                                 |  |       |                                |                                |                                |  |
|  |                              |                              |                              |                       |   |                                                                 |                                                                 |                                                                 |                                                                 |                                                                 |  |       |                                |                                |                                |  |
|  |                              |                              |                              |                       |   |                                                                 |                                                                 |                                                                 |                                                                 |                                                                 |  |       |                                |                                |                                |  |
|  |                              | 1.ºCO                        | C. A. Independiente          | 2                     | 1 | 3                                                               |                                                                 |                                                                 |                                                                 |                                                                 |  |       |                                |                                |                                |  |
|  |                              |                              |                              | 2                     | 1 | 3                                                               |                                                                 |                                                                 |                                                                 |                                                                 |  |       |                                |                                |                                |  |
|  |                              |                              | 3.ºCO                        | Veraguas United F. C. | 1 | 0                                                               | 1                                                               |                                                                 |                                                                 |                                                                 |  |       |                                |                                |                                |  |
|  | 2.ºCE                        | Sporting S. M.               | 3.ºCO                        | Veraguas United F. C. | 1 | 0                                                               | 1                                                               | 2                                                               |                                                                 |                                                                 |  |       |                                |                                |                                |  |
|  | 2.ºCE                        | Sporting S. M.               |                              |                       |   |                                                                 |                                                                 |                                                                 |                                                                 |                                                                 |  |       |                                |                                |                                |  |
|  | 3.ºCO                        | Veraguas United F. C.        | 3                            |                       |   |                                                                 |                                                                 |                                                                 |                                                                 |                                                                 |  |       |                                |                                |                                |  |
|  | 3.ºCO                        | Veraguas United F. C.        | 3                            |                       |   |                                                                 |                                                                 |                                                                 |                                                                 |                                                                 |  | 1.ºCO | C. A. Independiente            | 2                              |                                |  |
|  |                              |                              |                              |                       |   |                                                                 |                                                                 |                                                                 |                                                                 |                                                                 |  | 1.ºCO | C. A. Independiente            | 2                              |                                |  |
|  |                              |                              | 1.ºCE                        | C. D. Plaza Amador    | 1 |                                                                 |                                                                 |                                                                 |                                                                 |                                                                 |  |       |                                |                                |                                |  |
|  |                              |                              | 1.ºCE                        | C. D. Plaza Amador    | 1 |                                                                 |                                                                 |                                                                 |                                                                 |                                                                 |  |       |                                |                                |                                |  |
|  |                              |                              |                              |                       |   |                                                                 |                                                                 |                                                                 |                                                                 |                                                                 |  |       |                                |                                |                                |  |
|  |                              |                              |                              |                       |   |                                                                 |                                                                 |                                                                 |                                                                 |                                                                 |  |       |                                |                                |                                |  |
|  |                              | 1.ºCE                        | C. D. Plaza Amador           | 2                     | 3 | 5                                                               |                                                                 |                                                                 |                                                                 |                                                                 |  |       |                                |                                |                                |  |
|  |                              |                              |                              | 2                     | 3 | 5                                                               |                                                                 |                                                                 |                                                                 |                                                                 |  |       |                                |                                |                                |  |
|  |                              |                              | 3.ºCE                        | C. D. Árabe Unido     | 1 | 2                                                               | 3                                                               |                                                                 |                                                                 |                                                                 |  |       |                                |                                |                                |  |
|  | 2.ºCO                        | C. D. Universitario          | 3.ºCE                        | C. D. Árabe Unido     | 1 | 2                                                               | 3                                                               | 0                                                               |                                                                 |                                                                 |  |       |                                |                                |                                |  |
|  | 2.ºCO                        | C. D. Universitario          |                              |                       |   |                                                                 |                                                                 |                                                                 |                                                                 |                                                                 |  |       |                                |                                |                                |  |
|  | 3.ºCE                        | C. D. Árabe Unido            | 1                            |                       |   |                                                                 |                                                                 |                                                                 |                                                                 |                                                                 |  |       |                                |                                |                                |  |
|  | 3.ºCE                        | C. D. Árabe Unido            | 1                            |                       |   |                                                                 |                                                                 |                                                                 |                                                                 |                                                                 |  |       |                                |                                |                                |  |
|  |                              |                              |                              |                       |   |                                                                 |                                                                 |                                                                 |                                                                 |                                                                 |  |       |                                |                                |                                |  |

### Repechajes

#### Sporting S. M. - Veraguas United F. C.
| Playoff; 8 de noviembre de 2024; 20:30 | Sporting SM                   | 2:3 (1:1) | Veraguas United FC                       | Estadio Los Andes, San Miguelito, Panamá             |                                                      |
|                                        | - G. Torres 8' - E. Girón 70' | Reporte   | - 18' 90 +8' A. Pinzón - 90 +3' J. Catuy | Asistencia: 533 espectadores Árbitro(s): Jorge Leira | Asistencia: 533 espectadores Árbitro(s): Jorge Leira |

#### C. D. Universitario - C. D. Árabe Unido
| 9 de noviembre de 2024; 18:00 | CD Universitario | 0:1 (0:0) | CD Árabe Unido | Estadio Universidad Latina, Penonomé, Coclé             |                                                         |
|                               |                  | Reporte   | 73' Á. Sánchez | Asistencia: 644 espectadores Árbitro(s): Fernando Morón | Asistencia: 644 espectadores Árbitro(s): Fernando Morón |

### Semifinales

#### C. A. Independiente - Veraguas United F. C.
| Ida; 17 de noviembre de 2024; 16:00 | Veraguas United FC | 1:2 | CA Independiente    | Estadio Rafael Rodríguez, Atalaya, Veraguas              |                                                          |
|                                     | E. Espinosa 19'    |     | 9' 38' D. Contreras | Asistencia: 1.000 espectadores Árbitro(s): José Carrasco | Asistencia: 1.000 espectadores Árbitro(s): José Carrasco |

| Vuelta; 23 de noviembre de 2024; 17:00 | CA Independiente | 1:0 (0:0) (Global 3:1) | Veraguas United FC | Estadio Agustín Muquita Sánchez, La Chorrera, Panamá Oeste |                                                         |
|                                        | H. Hurtado 90+4' |                        |                    | Asistencia: 1.432 espectadores Árbitro(s): Jorge Negrón    | Asistencia: 1.432 espectadores Árbitro(s): Jorge Negrón |

#### C. D. Plaza Amador - C. D. Árabe Unido
| Ida; 16 de noviembre de 2024; 20:00 | CD Árabe Unido | 1:2 (0:1) | CD Plaza Amador                      | COS Sports Plaza, Ciudad de Panamá, Panamá                 |                                                            |
|                                     | D. Fori 88'    |           | 7' J. Sánchez · 86' A. Arroyo (a.g.) | Asistencia: 1.100 espectadores Árbitro(s): Jeremy Phillips | Asistencia: 1.100 espectadores Árbitro(s): Jeremy Phillips |

| Vuelta; 23 de noviembre de 2024; 20:00 | CD Plaza Amador | 3:2 (0:1) (Global 5:3) | CD Árabe Unido | Estadio Rommel Fernández, Ciudad de Panamá, Panamá     |  |
|                                        |                 |                        |                | Asistencia: 3.294 espectadores Árbitro(s): Jorge Leira |  |

### Final

#### C. A. Independiente - C. D. Plaza Amador
| Final; 30 de noviembre de 2024; 18:15 | CA Independiente                        | 2:1 (0:0) | CD Plaza Amador     | Estadio Rommel Fernández, Juan Díaz, Panamá                |                                                            |
|                                       | A. Valverde 55' · K. Walters 74' (a.g.) | Reporte   | 90+5' I. Hinestroza | Asistencia: 13,611 espectadores Árbitro(s): Fernando Morón | Asistencia: 13,611 espectadores Árbitro(s): Fernando Morón |

| 12    | POR   | Eddie Roberts    |     |
| 4     | DEF   | Bréiner Paz      |     |
| 22    | DEF   | Sergio Ramírez   |     |
| 37    | DEF   | Jair Modelo      |     |
| 19    | DEF   | Marlon Ávila     |     |
| 11    | MED   | Ángel Valverde   | 82' |
| 18    | MED   | Jorge Clement    | 67' |
| 23    | MED   | Héctor Hurtado   |     |
| 7     | DEL   | Martín Ruiz      | 46' |
| 6     | DEL   | Luis Fields      |     |
| 25    | DEL   | Davis Contreras  |     |
| D. T. | D. T. | Franklin Narváez |     |

| 12    | POR   | Miguel Pérez     |     |
| 5     | DEF   | Juan Forero      | 58' |
| 4     | DEF   | Jimar Sánchez    |     |
| 39    | DEF   | Aimar Sánchez    |     |
| 19    | MED   | Alberto Quintero |     |
| 14    | MED   | Abdul Knight     | 79' |
| 8     | MED   | Rodolfo Vega     | 58' |
| 22    | MED   | Kairo Walters    |     |
| 7     | DEL   | Jorlian Sánchez  | 79' |
| 15    | DEL   | Yoameth Murillo  | 67' |
| 29    | DEL   | Ovidio López     |     |
| D. T. | D. T. | Mario Méndez     |     |

| 55 | Defensa        | Aimar Modelo  | 46' |
| 10 | Centrocampista | Juan González | 67' |
| 15 | Centrocampista | Julio Narváez | 73' |
| 3  | Defensa        | Orman Davis   | 82' |

| 30 | Centrocampista | Anel Ryce          | 58' |
| 6  | Centrocampista | Joel Lara          | 58' |
| 20 | Delantero      | Bayron Walters     | 67' |
| 9  | Centrocampista | Isidoro Hinestroza | 79' |
| 10 | Centrocampista | Ricardo Buitrago   | 79' |

| 55' · 74' | Ángel Valverde Kairo Walters | 1:0 2:0 |

| 90+5' | Isidoro Hinestroza | 2:1 |

| 10' · 78' | Bréiner Paz Davis Contreras |

| 78' | Aimar Sánchez |

| Principal  | Fernando Morón   |
| Asistentes | Andrés Vargas    |
|            | Jorginho Vásquez |
| Cuarto     | Jorge Leira      |
| Quinto     | César Colpas     |

| 12    | POR   | Eddie Roberts    |     |
| 4     | DEF   | Bréiner Paz      |     |
| 22    | DEF   | Sergio Ramírez   |     |
| 37    | DEF   | Jair Modelo      |     |
| 19    | DEF   | Marlon Ávila     |     |
| 11    | MED   | Ángel Valverde   | 82' |
| 18    | MED   | Jorge Clement    | 67' |
| 23    | MED   | Héctor Hurtado   |     |
| 7     | DEL   | Martín Ruiz      | 46' |
| 6     | DEL   | Luis Fields      |     |
| 25    | DEL   | Davis Contreras  |     |
| D. T. | D. T. | Franklin Narváez |     |

| 12    | POR   | Miguel Pérez     |     |
| 5     | DEF   | Juan Forero      | 58' |
| 4     | DEF   | Jimar Sánchez    |     |
| 39    | DEF   | Aimar Sánchez    |     |
| 19    | MED   | Alberto Quintero |     |
| 14    | MED   | Abdul Knight     | 79' |
| 8     | MED   | Rodolfo Vega     | 58' |
| 22    | MED   | Kairo Walters    |     |
| 7     | DEL   | Jorlian Sánchez  | 79' |
| 15    | DEL   | Yoameth Murillo  | 67' |
| 29    | DEL   | Ovidio López     |     |
| D. T. | D. T. | Mario Méndez     |     |

| 55 | Defensa        | Aimar Modelo  | 46' |
| 10 | Centrocampista | Juan González | 67' |
| 15 | Centrocampista | Julio Narváez | 73' |
| 3  | Defensa        | Orman Davis   | 82' |

| 30 | Centrocampista | Anel Ryce          | 58' |
| 6  | Centrocampista | Joel Lara          | 58' |
| 20 | Delantero      | Bayron Walters     | 67' |
| 9  | Centrocampista | Isidoro Hinestroza | 79' |
| 10 | Centrocampista | Ricardo Buitrago   | 79' |

| 55' · 74' | Ángel Valverde Kairo Walters | 1:0 2:0 |

| 90+5' | Isidoro Hinestroza | 2:1 |

| 10' · 78' | Bréiner Paz Davis Contreras |

| 78' | Aimar Sánchez |

| Principal  | Fernando Morón   |
| Asistentes | Andrés Vargas    |
|            | Jorginho Vásquez |
| Cuarto     | Jorge Leira      |
| Quinto     | César Colpas     |

| 12    | POR   | Eddie Roberts    |     |
| 4     | DEF   | Bréiner Paz      |     |
| 22    | DEF   | Sergio Ramírez   |     |
| 37    | DEF   | Jair Modelo      |     |
| 19    | DEF   | Marlon Ávila     |     |
| 11    | MED   | Ángel Valverde   | 82' |
| 18    | MED   | Jorge Clement    | 67' |
| 23    | MED   | Héctor Hurtado   |     |
| 7     | DEL   | Martín Ruiz      | 46' |
| 6     | DEL   | Luis Fields      |     |
| 25    | DEL   | Davis Contreras  |     |
| D. T. | D. T. | Franklin Narváez |     |

| 12    | POR   | Miguel Pérez     |     |
| 5     | DEF   | Juan Forero      | 58' |
| 4     | DEF   | Jimar Sánchez    |     |
| 39    | DEF   | Aimar Sánchez    |     |
| 19    | MED   | Alberto Quintero |     |
| 14    | MED   | Abdul Knight     | 79' |
| 8     | MED   | Rodolfo Vega     | 58' |
| 22    | MED   | Kairo Walters    |     |
| 7     | DEL   | Jorlian Sánchez  | 79' |
| 15    | DEL   | Yoameth Murillo  | 67' |
| 29    | DEL   | Ovidio López     |     |
| D. T. | D. T. | Mario Méndez     |     |

| 55 | Defensa        | Aimar Modelo  | 46' |
| 10 | Centrocampista | Juan González | 67' |
| 15 | Centrocampista | Julio Narváez | 73' |
| 3  | Defensa        | Orman Davis   | 82' |

| 30 | Centrocampista | Anel Ryce          | 58' |
| 6  | Centrocampista | Joel Lara          | 58' |
| 20 | Delantero      | Bayron Walters     | 67' |
| 9  | Centrocampista | Isidoro Hinestroza | 79' |
| 10 | Centrocampista | Ricardo Buitrago   | 79' |

| 55' · 74' | Ángel Valverde Kairo Walters | 1:0 2:0 |

| 90+5' | Isidoro Hinestroza | 2:1 |

| 10' · 78' | Bréiner Paz Davis Contreras |

| 78' | Aimar Sánchez |

| Principal  | Fernando Morón   |
| Asistentes | Andrés Vargas    |
|            | Jorginho Vásquez |
| Cuarto     | Jorge Leira      |
| Quinto     | César Colpas     |

| 12    | POR   | Eddie Roberts    |     |
| 4     | DEF   | Bréiner Paz      |     |
| 22    | DEF   | Sergio Ramírez   |     |
| 37    | DEF   | Jair Modelo      |     |
| 19    | DEF   | Marlon Ávila     |     |
| 11    | MED   | Ángel Valverde   | 82' |
| 18    | MED   | Jorge Clement    | 67' |
| 23    | MED   | Héctor Hurtado   |     |
| 7     | DEL   | Martín Ruiz      | 46' |
| 6     | DEL   | Luis Fields      |     |
| 25    | DEL   | Davis Contreras  |     |
| D. T. | D. T. | Franklin Narváez |     |

| 12    | POR   | Miguel Pérez     |     |
| 5     | DEF   | Juan Forero      | 58' |
| 4     | DEF   | Jimar Sánchez    |     |
| 39    | DEF   | Aimar Sánchez    |     |
| 19    | MED   | Alberto Quintero |     |
| 14    | MED   | Abdul Knight     | 79' |
| 8     | MED   | Rodolfo Vega     | 58' |
| 22    | MED   | Kairo Walters    |     |
| 7     | DEL   | Jorlian Sánchez  | 79' |
| 15    | DEL   | Yoameth Murillo  | 67' |
| 29    | DEL   | Ovidio López     |     |
| D. T. | D. T. | Mario Méndez     |     |

| 55 | Defensa        | Aimar Modelo  | 46' |
| 10 | Centrocampista | Juan González | 67' |
| 15 | Centrocampista | Julio Narváez | 73' |
| 3  | Defensa        | Orman Davis   | 82' |

| 30 | Centrocampista | Anel Ryce          | 58' |
| 6  | Centrocampista | Joel Lara          | 58' |
| 20 | Delantero      | Bayron Walters     | 67' |
| 9  | Centrocampista | Isidoro Hinestroza | 79' |
| 10 | Centrocampista | Ricardo Buitrago   | 79' |

| 55' · 74' | Ángel Valverde Kairo Walters | 1:0 2:0 |

| 90+5' | Isidoro Hinestroza | 2:1 |

| 10' · 78' | Bréiner Paz Davis Contreras |

| 78' | Aimar Sánchez |

| Principal  | Fernando Morón   |
| Asistentes | Andrés Vargas    |
|            | Jorginho Vásquez |
| Cuarto     | Jorge Leira      |
| Quinto     | César Colpas     |

|                                     |
| CA Independiente Campeón 7.° título |

## Estadísticas

### Máximos goleadores
Lista con los máximos goleadores de la competencia.
| 1.º                                           |  | Davis Contreras    | C.A. Independiente    | 12 |
| 2.º                                           |  | Gabriel Torres     | Sporting S.M.         | 7  |
| 3.º                                           |  | Alexis Cundumí     | Veraguas United F. C. | 6  |
| 4.º                                           |  | Jorlian Sánchez    | C.D. Plaza Amador     | 5  |
| 4.º                                           |  | Gianni Cagua       | Potros del Este       | 5  |
| 4.º                                           |  | Joseph Cox         | C.D. Universitario    | 5  |
| 5.º                                           |  | Ángel Sánchez      | C.D. Árabe Unido      | 4  |
| 5.º                                           |  | Amable Pinzón      | Veraguas United F. C. | 4  |
| 5.º                                           |  | Víctor Griffith    | C.D. Árabe Unido      | 4  |
| 5.º                                           |  | Ángel Caicedo      | Herrera F.C.          | 4  |
| 5.º                                           |  | Sergio Murillo     | C.D. Árabe Unido      | 4  |
| 6.º                                           |  | Alberto Quintero   | C.D. Plaza Amador     | 3  |
| 6.º                                           |  | Jair Catuy         | Veraguas United F. C. | 3  |
| 6.º                                           |  | Josué Vergara      | Tauro F.C.            | 3  |
| 6.º                                           |  | Justin Simons      | C.D. Universitario    | 3  |
| 6.º                                           |  | Oldemar Castillo   | Sporting S.M.         | 3  |
| 6.º                                           |  | Alberto Saldaña    | Umecit F. C.          | 3  |
| 6.º                                           |  | Juan Sagel         | Veraguas United F. C. | 3  |
| 6.º                                           |  | Ansony Frías       | Alianza F.C.          | 3  |
| 6.º                                           |  | Martin Ruiz        | C.A. Independiente    | 3  |
| 6.º                                           |  | Edgar Góndola      | San Francisco F. C.   | 3  |
| 6.º                                           |  | Ousman Touray      | Herrera F.C.          | 3  |
| 6.º                                           |  | Heuyín Guardia     | Alianza F.C.          | 3  |
| 7.º                                           |  | Isidoro Hinestroza | C.D. Plaza Amador     | 2  |
| 7.º                                           |  | Kairo Walters      | C.D. Plaza Amador     | 2  |
| 7.º                                           |  | Ovidio López       | C.D. Plaza Amador     | 2  |
| 7.º                                           |  | Edgar Espinosa     | Veraguas United F. C. | 2  |
| 7.º                                           |  | Diego Fori         | C.D. Árabe Unido      | 2  |
| 7.º                                           |  | Raheen Cuello      | Sporting S.M.         | 2  |
| 7.º                                           |  | Ronaldo Dinolis    | Tauro F.C.            | 2  |
| 7.º                                           |  | Sergio Moreno      | C.D. Árabe Unido      | 2  |
| 7.º                                           |  | Yoameth Murillo    | C.D. Plaza Amador     | 2  |
| 7.º                                           |  | Gabriel Chiari     | Alianza F.C.          | 2  |
| 7.º                                           |  | Édson Samms        | Tauro F.C.            | 2  |
| 7.º                                           |  | Moisés Yau         | Potros del Este       | 2  |
| 7.º                                           |  | Jhamal Rodríguez   | San Francisco F. C.   | 2  |
| 7.º                                           |  | John Asprilla      | Alianza F.C.          | 2  |
| 7.º                                           |  | Miguel Camargo     | San Francisco F. C.   | 2  |
| 7.º                                           |  | Jorman Aguilar     | C.A. Independiente    | 2  |
| 7.º                                           |  | Cristian Quintero  | Tauro F.C.            | 2  |
| 7.º                                           |  | Omar Browne        | Tauro F.C.            | 2  |
| 7.º                                           |  | Andrick Edwards    | C.D. Universitario    | 2  |
| 7.º                                           |  | Gabriel Brown      | C.D. Árabe Unido      | 2  |
| 7.º                                           |  | Jeremy Emmons      | Veraguas United F. C. | 2  |
| 7.º                                           |  | Reynaldiño Verley  | Alianza F.C.          | 2  |
| 7.º                                           |  | Exneider Guerrero  | Umecit F. C.          | 2  |
| 7.º                                           |  | Ernesto Gómez      | C.D. Universitario    | 2  |
| 7.º                                           |  | Ricardo Clarke     | San Francisco F. C.   | 2  |
| 7.º                                           |  | Óscar Villarreal   | C.D. Universitario    | 2  |
| 7.º                                           |  | Anthony Stewart    | C.A. Independiente    | 2  |
| 8.º                                           |  | Ángel Valverde     | C.A. Independiente    | 1  |
| 8.º                                           |  | Jamel González     | C.D. Árabe Unido      | 1  |
| 8.º                                           |  | Héctor Hurtado     | C.A. Independiente    | 1  |
| 8.º                                           |  | Emerson Girón      | Sporting S.M.         | 1  |
| 8.º                                           |  | Joshua Gallardo    | Potros del Este       | 1  |
| 8.º                                           |  | Porfirio Ávila     | Herrera F.C.          | 1  |
| 8.º                                           |  | Israel Serna       | C.A. Independiente    | 1  |
| 8.º                                           |  | Javier Murillo     | Umecit F. C.          | 1  |
| 8.º                                           |  | Breidy Golúz       | Umecit F. C.          | 1  |
| 8.º                                           |  | Elías Cedeño       | Potros del Este       | 1  |
| 8.º                                           |  | Ricardo Gorday     | Tauro F.C.            | 1  |
| 8.º                                           |  | Randy Rangel       | C.D. Universitario    | 1  |
| 8.º                                           |  | Darwin Pinzón      | San Francisco F. C.   | 1  |
| 8.º                                           |  | Nicholas Anderson  | Tauro F.C.            | 1  |
| 8.º                                           |  | José Marengo       | Sporting S.M.         | 1  |
| 8.º                                           |  | Aimar Sánchez      | C.D. Plaza Amador     | 1  |
| 8.º                                           |  | Gerardo Negrete    | C.D. Plaza Amador     | 1  |
| 8.º                                           |  | Jesús Cano         | Alianza F.C.          | 1  |
| 8.º                                           |  | Marlon Ávila       | C.A. Independiente    | 1  |
| 8.º                                           |  | Roberto Berguido   | Potros del Este       | 1  |
| 8.º                                           |  | Alex Gálvez        | Potros del Este       | 1  |
| 8.º                                           |  | Abdiel Jiménez     | Herrera F.C.          | 1  |
| 8.º                                           |  | Jahir Alvarado     | Tauro F.C.            | 1  |
| 8.º                                           |  | Vlair Simmons      | Potros del Este       | 1  |
| 8.º                                           |  | Abdul Knight       | C.D. Plaza Amador     | 1  |
| 8.º                                           |  | Luis Fields        | C.A. Independiente    | 1  |
| 8.º                                           |  | Axel McKenzie      | Sporting S.M.         | 1  |
| 8.º                                           |  | Moisés Véliz       | Tauro F.C.            | 1  |
| 8.º                                           |  | Carlos González    | C.D. Plaza Amador     | 1  |
| 8.º                                           |  | Kevin Walder       | C.D. Plaza Amador     | 1  |
| 8.º                                           |  | Francisco Vence    | C.D. Árabe Unido      | 1  |
| 8.º                                           |  | Alcides Díaz       | Alianza F.C.          | 1  |
| 8.º                                           |  | Juan González      | C.A. Independiente    | 1  |
| 8.º                                           |  | Valentín Pimentel  | Sporting S.M.         | 1  |
| 8.º                                           |  | Dereck Edmund      | Veraguas United F. C. | 1  |
| 8.º                                           |  | Alexis Palacios    | Umecit F. C.          | 1  |
| 8.º                                           |  | Víctor Simmons     | Potros del Este       | 1  |
| 8.º                                           |  | Ronnie Villareal   | Herrera F.C.          | 1  |
| 8.º                                           |  | Ricardo Ávila      | Umecit F. C.          | 1  |
| 8.º                                           |  | Rafael Emanuel     | C.D. Árabe Unido      | 1  |
| 8.º                                           |  | Juan Tobón         | C.D. Universitario    | 1  |
| 8.º                                           |  | Anderson Gómez     | Potros del Este       | 1  |
| 8.º                                           |  | Rodolfo Vega       | C.D. Plaza Amador     | 1  |
| 8.º                                           |  | Alexis Cedeño      | Sporting S.M.         | 1  |
| 8.º                                           |  | Moisés Garibaldo   | San Francisco F. C.   | 1  |
| 8.º                                           |  | Camilo Villegas    | Tauro F.C.            | 1  |
| 8.º                                           |  | Daniel Vargas      | C.D. Árabe Unido      | 1  |
| 8.º                                           |  | Franklin Cordoba   | C.D. Árabe Unido      | 1  |
| 8.º                                           |  | Kevin Quintero     | Herrera F.C.          | 1  |
| 8.º                                           |  | Isaias Soto        | San Francisco F. C.   | 1  |
| 8.º                                           |  | Osvaldo Lay        | Sporting S.M.         | 1  |
| 8.º                                           |  | Julián Rodríguez   | Herrera F.C.          | 1  |
| 8.º                                           |  | Javier Góndola     | Veraguas United F. C. | 1  |
| 8.º                                           |  | Jordán Girón       | Alianza F.C.          | 1  |
| 8.º                                           |  | José Matos         | C.D. Plaza Amador     | 1  |
| 8.º                                           |  | Yair Jaén          | Tauro F.C.            | 1  |
| 8.º                                           |  | Joseph Gil         | C.D. Universitario    | 1  |
| Última actualización: 30 de noviembre de 2024 |  |                    |                       |    |

### Galardones por jornada
| Jornada | Posición        | Jugador             | Equipo                |
| ------- | --------------- | ------------------- | --------------------- |
| 1       |                 | Oldemar Castillo    | Sporting S.M.         |
| 2       |                 | Marcos De León      | Veraguas United F. C. |
| 3       |                 | Amable Pinzón       | Veraguas United F. C. |
| 4       |                 | Edgar Góndola       | San Francisco F. C.   |
| 5       |                 | Edwin Ortega        | C.D. Universitario    |
| 6       | José Guerra     | San Francisco F. C. |                       |
| 7       | José Guerra     | San Francisco F. C. |                       |
| 8       |                 | John Asprilla       | Alianza F.C.          |
| 9       |                 | Rodolfo Rodríguez   | Tauro F.C.            |
| 10      | Francisco Vence | C.D. Árabe Unido    |                       |
| 11      | Carlos González | C.D. Plaza Amador   |                       |
| 12      | Ariel Arroyo    | C.D. Árabe Unido    |                       |
| 13      |                 | Alexis Cundumi      | Veraguas United F. C. |
| 14      |                 | Nicholas Anderson   | Tauro F.C.            |
| 15      |                 | Aimar Sánchez       | C.D. Plaza Amador     |
| 16      |                 | Bandera de ?        |                       |

### Récords
| Récords de jugadores       | Récords de jugadores | Récords de jugadores | Récords de jugadores | Récords de jugadores | Récords de jugadores | Récords de jugadores | Récords de jugadores  | Récords de jugadores |
| Récord                     | Fecha                | Jugador              | Local                |                      | Resultado            |                      | Visitante             | Rep.                 |
| -------------------------- | -------------------- | -------------------- | -------------------- | -------------------- | -------------------- | -------------------- | --------------------- | -------------------- |
| Primer gol de la temporada | 20/07/2024           | Joseph Gil           | C. D. Universitario  |                      | 3 - 2                |                      | Veraguas United F. C. | Jornada 1            |
| Último gol de la temporada |                      | Bandera de ?         |                      | Bandera de ?         |                      | Bandera de ?         |                       |                      |
| Gol anotado más pronto     |                      | Bandera de ?         |                      | Bandera de ?         |                      | Bandera de ?         |                       |                      |
| Gol anotado más tarde      |                      | Bandera de ?         |                      | Bandera de ?         |                      | Bandera de ?         |                       |                      |

| Récords de equipos          | Récords de equipos | Récords de equipos | Récords de equipos | Récords de equipos | Récords de equipos | Récords de equipos | Récords de equipos | Récords de equipos |
| Fecha                       | Récord             | Equipo/s           | Local              |                    | Resultado          |                    | Visitante          | Rep.               |
| --------------------------- | ------------------ | ------------------ | ------------------ | ------------------ | ------------------ | ------------------ | ------------------ | ------------------ |
| Más goles en un partido     |                    | Bandera de ?       |                    | Bandera de ?       |                    | Bandera de ?       |                    |                    |
| Más público en un partido   |                    | Bandera de ?       |                    | Bandera de ?       |                    | Bandera de ?       |                    |                    |
| Menos público en un partido |                    | Bandera de ?       |                    | Bandera de ?       |                    | Bandera de ?       |                    |                    |
| Mayor victoria local        |                    | Bandera de ?       |                    | Bandera de ?       |                    | Bandera de ?       |                    |                    |
| Mayor victoria visitante    |                    | Bandera de ?       |                    | Bandera de ?       |                    | Bandera de ?       |                    |                    |

## Tabla de descenso

### Tabla Acumulada 2024
| Pos. | Equipo                    | Pts. | PJ | G  | E  | P  | GF | GC | Dif. | Notas                       |
| ---- | ------------------------- | ---- | -- | -- | -- | -- | -- | -- | ---- | --------------------------- |
| 1    | C. D. Plaza Amador        | 56   | 32 | 16 | 8  | 8  | 39 | 30 | +9   | Líder de la temporada       |
| 2    | C. A. Independiente       | 55   | 32 | 16 | 7  | 9  | 46 | 31 | +15  |                             |
| 3    | Tauro F. C.               | 52   | 32 | 14 | 10 | 8  | 39 | 26 | +13  |                             |
| 4    | Sporting S. M.            | 49   | 32 | 13 | 10 | 9  | 32 | 28 | +4   |                             |
| 5    | Potros del Este           | 45   | 32 | 11 | 12 | 9  | 39 | 39 | 0    |                             |
| 6    | Alianza F. C.             | 44   | 32 | 12 | 8  | 12 | 32 | 37 | −5   |                             |
| 7    | San Francisco F. C.       | 42   | 32 | 11 | 9  | 12 | 31 | 35 | −4   |                             |
| 8    | C. D. Universitario       | 41   | 32 | 11 | 8  | 13 | 36 | 41 | −5   |                             |
| 9    | Umecit F. C.              | 39   | 32 | 10 | 9  | 13 | 25 | 28 | −3   |                             |
| 10   | Deportivo Árabe Unido     | 37   | 32 | 9  | 10 | 13 | 32 | 37 | −5   |                             |
| 11   | Herrera F. C.             | 33   | 32 | 8  | 9  | 15 | 40 | 44 | −4   |                             |
| 12   | Veraguas United F. C. (D) | 29   | 32 | 7  | 8  | 17 | 38 | 50 | −12  | Descenso a Segunda división |

Actualizado a los partidos jugados el 1 de noviembre de 2024.
 Fuente: Liga Panameña de Fútbol.
Notas:
1. ↑  Subcampeón del Torneo Apertura 2024 y del Torneo Clausura 2024.
2. ↑  Campeón del Torneo Clausura 2024.
3. ↑  Campeón del Torneo Apertura 2024.
4. ↑  El partido de la Jornada 1 del Torneo Apertura 2024, contra el Árabe Unido le fue dado por perdido 0 a 3 por incumplir el reglamento, artículo 47 (alineación indebida).
5. ↑  El partido de Jornada 1 del Torneo Apertura 2024, contra el Sporting SM le fue dado por ganado 0 a 3 por incumplir el reglamento, artículo 47 (alineación indebida).
6. ↑  Descendido deportivamente, sin embargo, no descenderá a Liga Prom ya que el campeón de la temporada fue un equipo filial. Debió pagar una multa económica de $10,000.00 dólares al equipo vencedor de la Superfinal de Liga Prom 2024, en este caso al Sporting SM II qué derrotó al CD Plaza Amador II.